# Табина (Венеција)
Табина је насеље у Италији у округу Венеција, региону Венето.
Према процени из 2011. у насељу је живело 188 становника. Насеље се налази на надморској висини од 16 м.